# Дискант
Дискант или диска̀нтус (на италиански: discanto; на латински: discantus) е форма на многогласие, която се е появила през 12 век във Франция. Дисканта представлява особено водене на най-високите певчески гласове при многогласното пеене, разпространено в средновековна Западна Европа. В този смисъл терминът се употребява в повечето западноевропейски езици. В българския език обаче е съхранено и се употребява главно вторичното значение на термина, а именно дискант обозначава най-високия детски глас.
Също така представлява проникване на елементи в пеенето от светската народна музика в църковната. При дискантуса на глас кантус фирмус се противопоставя по-висок (а не по-нисък, както при ораганума) раздвижен глас.
Най-характерното за дискантуса е, че той се импровизира от певците по строго определени правила, наложени от църковната музика. На основата на тази вокална импровизация постепенно в партията на дискантуса започват да се явяват във вид на украшения по няколко тона на кантус фирмуса, както и противоположно мелодично движение, без допускането на никакви дисонанс. Означава се с ЕB5.